# Peter Cincotti
Peter Cincotti (ur. 11 lipca 1983 w Nowym Jorku) – amerykański wokalista i pianista jazzowy.

## Życiorys
Uczył się gry na fortepianie w The Horace Mann School w Riverdale i w Columbia College w Nowym Jorku. 
11 kwietnia 2008 r. artysta wystąpił w warszawskiej Sali Kongresowej z koncertem promującym album "East of Angel Town".

## Albumy
- Peter Cincotti (2003)
- My favorite time of Year (2003)
- On the Moon (2004)
- East of Angel Town (2007)
- Metropolis (2012)
- Exit 105 (2016)
- Long Way From Home (2017)

## Single
- Goodbye, Philadelphia (2007)
- Angel Town (2008)
- Cinderella Beautiful (2008)
- December Boys (2008)